# Grand omentum

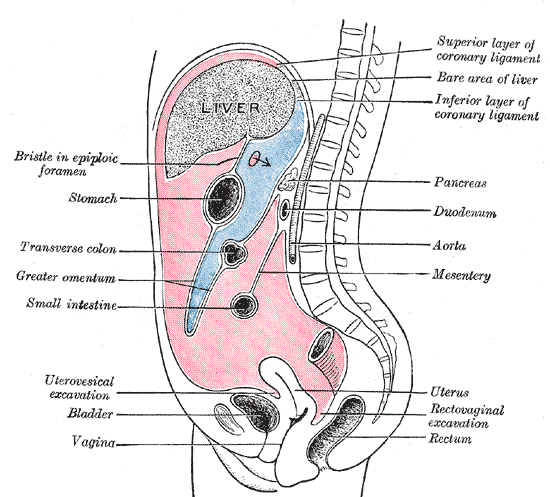
Coupe sagittale de la cavité péritonéale laissant apparaître le grand omentum en bleu.

Le grand omentum ou grand epiploon est une structure péritonéale formée par l'accolement de 2 méso de péritoine viscéral, il représente un grand tablier graisseux déployé dans la cavité abdominale. Il est issu du développement caudal de la poche rétro-gastrique. Il constitue un repère important en termes d'anatomie, régionalisant la cavité abdominale en deux parties distinctes, sus mésocolique, au-dessus de celui-ci, sous mésocolique, au-dessous de celui-ci (ce qu'il recouvre, en l'occurrence le jejunum et l'iléum ou intestin grêle), et la région pelvienne.
Il est constitué majoritairement de cellules adipeuses. Sa vascularisation importante se fait par les artères gastro-épiploïques qui forment dans le grand omentum l'arcade de Barkow.
Sa mobilisation permet d'éviter la diffusion de processus infectieux ou inflammatoires localisés, dans le reste de la cavité péritonéale. Cela permet d'éviter des péritonites généralisées. Il a aussi un rôle dans la protection des viscères digestifs.